# Décio Crespo
Décio Crespo de Castro, conosciuto semplicemente come Décio Crespo (Campos dos Goytacazes, 3 agosto 1937 – São João da Barra, 18 gennaio 2019), è stato un calciatore brasiliano, di ruolo difensore.

## Carriera
Si forma nelle giovanili del Rio Branco-RJ e poi in quelle del Flamengo.
Entra a far parte della prima squadra a partire dal 1957, rimanendovi sino al 1964, ad esclusione di un breve prestito nel 1961 agli argentini del River Plate.
Con i rossoneri vince il Campionato Carioca 1963 e il Torneio Início do Rio de Janeiro 1959.
Nel 1961 viene prestato agli argentini del River Plate, con cui giocherà solo un'amichevole contro gli italiani della Juventus ed una partita in campionato, chiuso al terzo posto finale. In Argentina il suo nome era talvolta riportato con il nome "Desio".
Terminata l'esperienza al Flamengo, viene ingaggiato dai colombiani del Millonarios, con cui vince il Campeonato Profesional 1964.
Nel 1967 torna in patria per giocare con il Bangu, con cui nell'estate disputò il campionato nordamericano organizzato dalla United Soccer Association: accadde infatti che tale campionato fu disputato da formazioni europee e sudamericane per conto delle franchigie ufficialmente iscritte al campionato, che per ragioni di tempo non avevano potuto allestire le proprie squadre. Il Bangu rappresentò gli Houston Stars, che concluse la Western Division al quarto posto finale.
Dopo l'esperienza al Bangu, si accasa al Canto do Rio, club nel quale chiude la carriera agonistica.

## Palmarès

### Competizioni nazionali
- Campionato colombiano: 1

Millonarios: 1964

### Competizioni statali
- Torneio Início do Rio de Janeiro: 1

Flamengo: 1959
- Campionato Carioca: 1

Flamengo: 1963